# Джек-н-джилл
Джек-н-Джилл (від англ. Jack and Jill, два імені: чоловіче і жіноче, скорочено J & J або ДНД) - формат змагань у соціальних танцях, при якому судді оцінюють не пару, а кожного учасника окремо (що відображено в назві даного виду змагань).
«Джек-н-Джилл» характеризується зміною партнерів після кожного заходу й музики, заздалегідь невідомою учасникам. Танцюристи повинні показати вміння взаємодіяти з незнайомим партнером та інтерпретувати музику не гаючи часу.
Змагання формату «Джек-н-Джилл» проводяться по свінговим танцям (лінді хоп, бальбоа, бугі-вугі, вест кост свінг), по хастлу та іншим соціальним танцям.
Учасники хастла Джек-н-Джилл повинні досконало володіти технікою ведення: партнери зобов'язані бездоганно вміти вести, а партнерки - слідувати за своїми партнерами, беззаперечно виконуючи задумане.
З огляду на невідомість музики, яка супроводжує виконання танцю, вміння бути справжнім кавалером і справжньою леді стає, як ніколи актуальним. Мабуть, вдала взаємодія в парі - основні вимоги для хастла Джек-н-Джилл.
Музика, яка обирається для виконання танцю, залишається для танцювальників загадкою. Тому дуже важливо вміти інтерпретувати її, та вмить підлаштовуватися під неї, відчувати її настрій і бути готовим до несподіваних поворотів.

## Правила
Один із варіантів правил Джек-н-Джилла передбачає кілька змін партнерів на відбірковому етапі змагань, на якому судді оцінюють кожного учасника окремо, у результаті чого формується набір фіналістів. Учасники, які вийшли у фінал, також утворюють пари випадковим чином, але зміни партнерів не відбувається, а судді оцінюють пари.